# أرستبوس الأصغر
أرستبوس الأصغر (ولد نحو 360 ق. م.) هو فيلسوف يوناني، حفيد أرستبوس القورينائي.
تأثر بالكلبية، وميز بين اللذة السلبية (السكون) واللذة الإيجابية (الفعل والحركة).